# Etsuhoa thuriferae
Etsuhoa thuriferae is een muggensoort uit de familie van de galmuggen (Cecidomyiidae). De wetenschappelijke naam van de soort is voor het eerst geldig gepubliceerd in 1996 door Skuhrava.